# Selvans

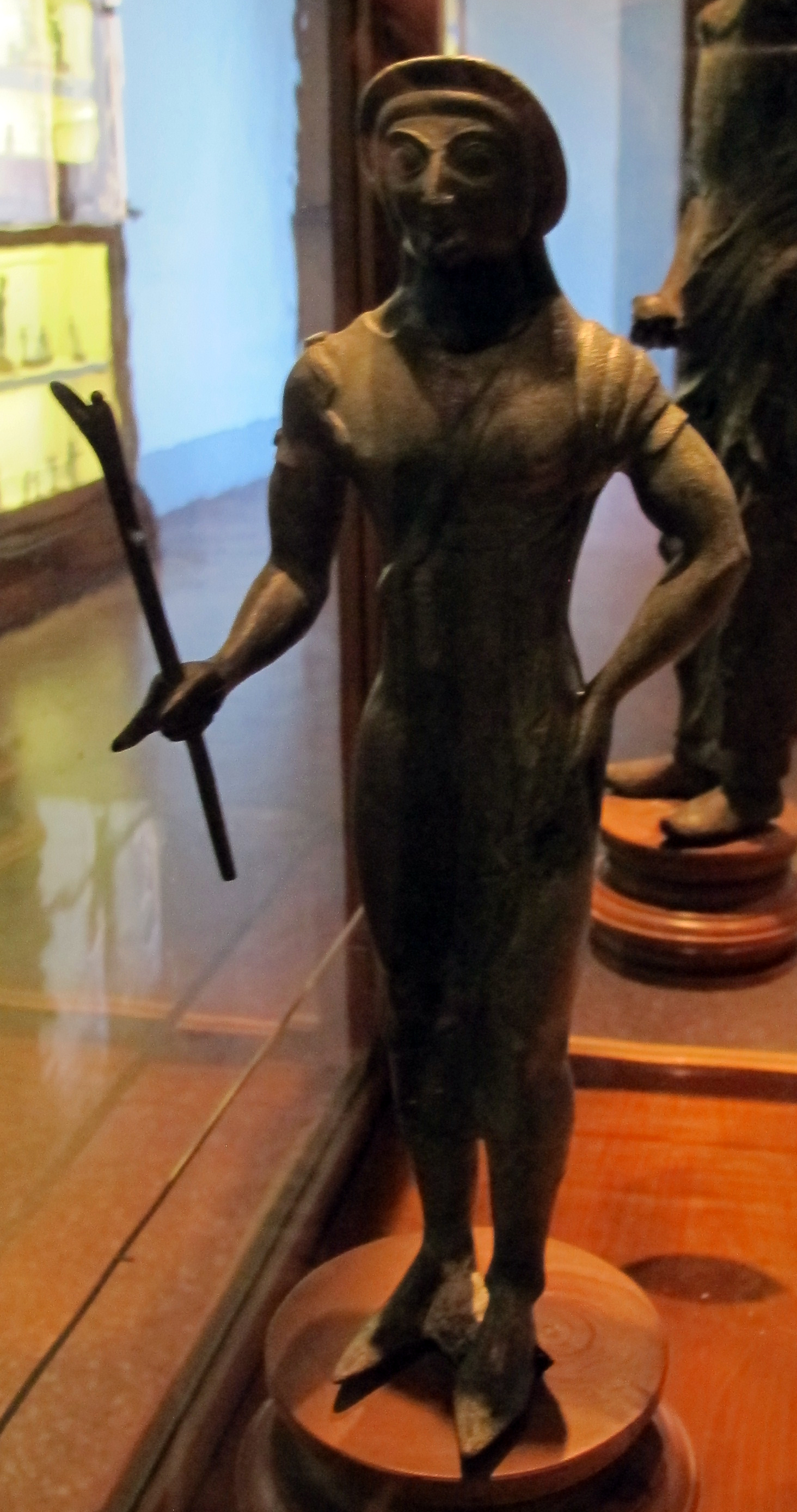
Statuette étrusco-romaine en bronze représentant Selvans/Silvanus

Selvans est le dieu étrusque de la forêt, adopté ensuite par les Romains sous le nom de Sylvanus dont la fonction  est de veiller sur les limites, les confins, la frontière entre les lieux cultivés et les lieux incultes (matérialisés par les cippes de bornage). 

## Description
Sur des statuettes retrouvées, Selvans apparaît sous les traits d'un jeune homme, il reçoit souvent des offrandes (bronzes portant une dédicace).
De nombreuses fois accompagné d'une épithète : canzate, enizpeta ou sanχuneta, cela  a incité les archéologues à le mettre en rapport avec le dieu latin des serments dont le nom est Sancus.
Dans la ville de Tarquinia, Selvans est associé à Suri sur une stèle.
Son nom est mentionné également en deux emplacements sur le Foie de Plaisance, destiné à la divination pratiquée par les haruspices :
- à  côté  de Fufluns.
- dans la partie gauche intérieure, à côté de Leta (Leθam), autre divinité.